# ورزش در اسپانیا

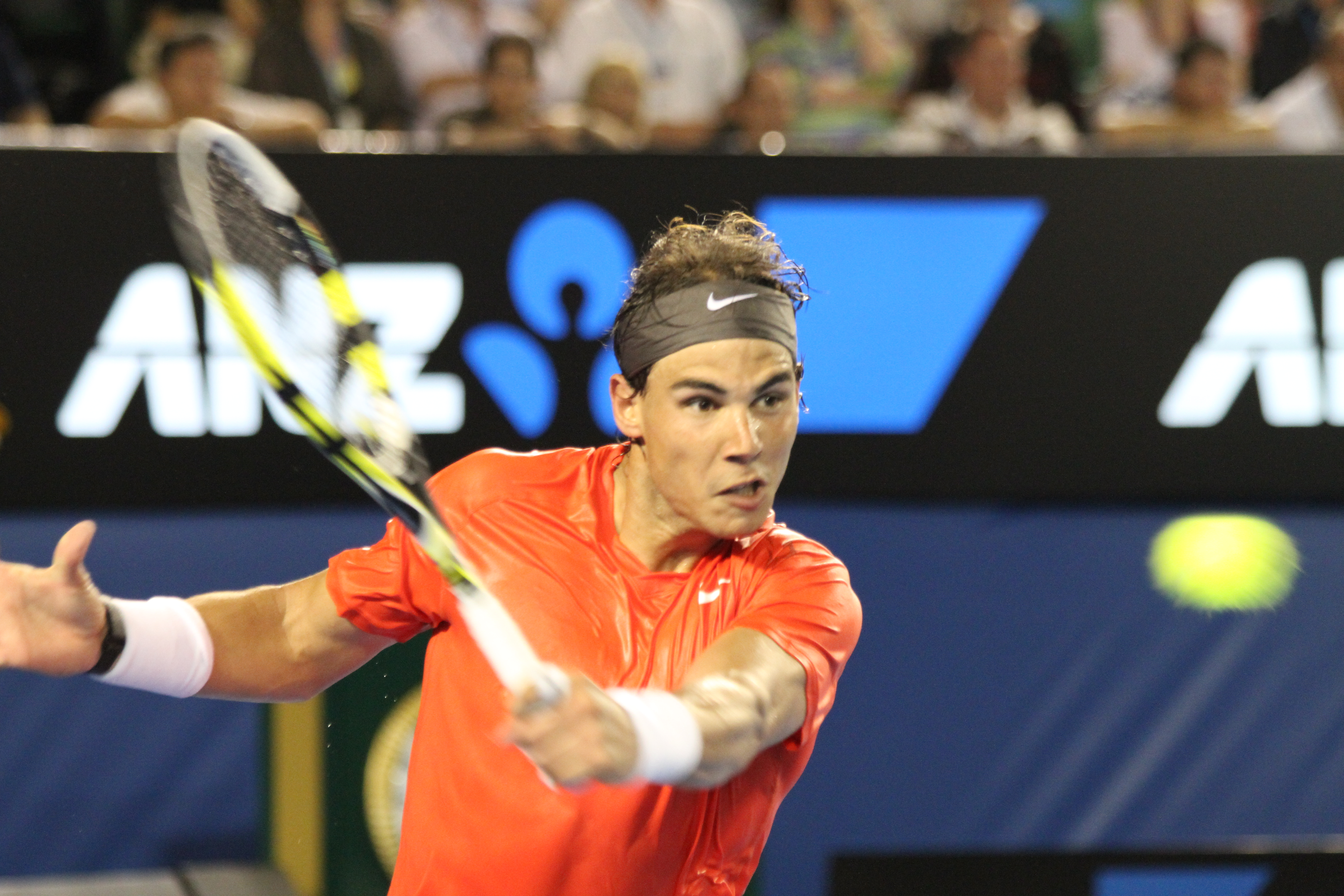
رافائل نادال، تنیس‌باز حرفه‌ای اهل اسپانیا.

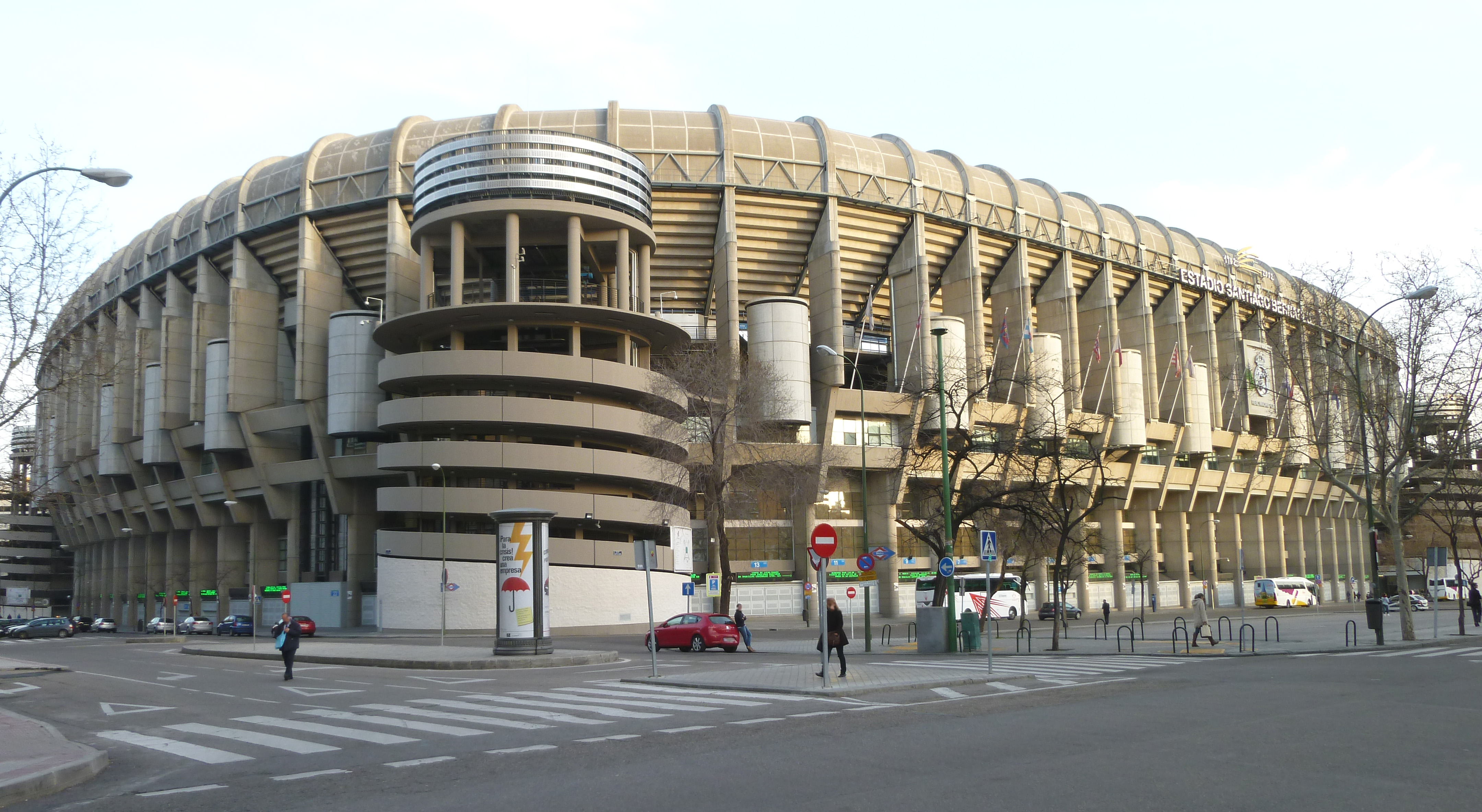
ورزشگاه سانتیاگو برنابئو به عنوان یکی از مهم‌ترین ورزشگاه‌های اسپانیا در نظر گرفته می‌شود.

ورزش در اسپانیا در نیمه دوم سده بیستم همیشه تحت سلطه فوتبال بوده است. سایر فعالیت‌های ورزشی پرطرفدار شامل بسکتبال، تنیس، دوچرخه سواری، پدل، هندبال، راگبی، رالی، موتورسواری، جودو، فرمول یک، ورزش‌های آبی، ژیمناستیک ریتمیک، گاوبازی، گلف، و اسکی می‌باشد.
اسپانیا همچنین میزبان تعدادی از رویدادهای بین‌المللی مانند بازی‌های المپیک تابستانی ۱۹۹۲ بارسلون و جام جهانی فوتبال ۱۹۸۲ بوده است. اسپانیا با مراکش و پرتغال میزبان جام جهانی فوتبال ۲۰۳۰ خواهد بود.

## ورزش‌های پرطرفدار

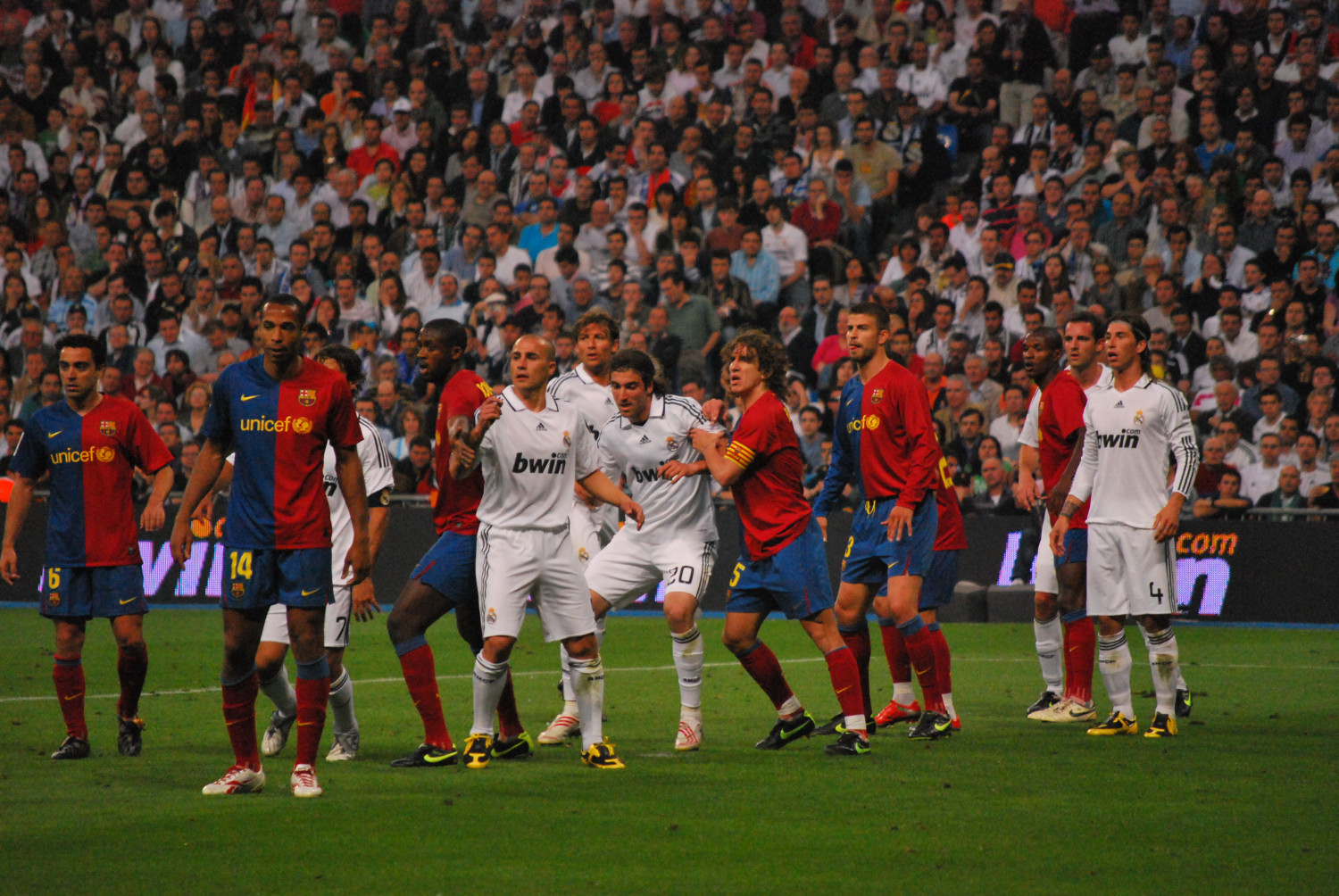
ال کلاسیکو: جدال نمادین فوتبال بین رئال مادرید و بارسلونا.

### فوتبال
فوتبال محبوب‌ترین ورزش در اسپانیا است. فوتبال سرگرمی و مورد علاقه‌ترین ورزش در بین مردم اسپانیا است و اکثر مردم اسپانیا حداقل به نوعی با این ورزش ارتباط دارند. فوتبال ورزشی است که بیشترین بازیکنان ثبت شده را در اسپانیا دارد. مجموعاً ۱٬۰۶۳٬۰۹۰ نفر که از این تعداد ۹۹۷٬۱۰۶ مرد و ۷۷٬۴۶۱ زن هستند که با افزایش ۵۵ درصدی در زنان از سال ۲۰۱۴ روبه رو بوده است. بر اساس داده‌های صادر شده تا سال ۲۰۲۰ تعداد باشگاه‌های ثبت شده (مجموعاً ۲۹٬۲۰۵) بوده است.
لالیگا یا پریمرا دیویزیون (لیگ اسپانیا) یکی از بهترین رقابت‌های جهان در فوتبال مردان محسوب می‌شود. باشگاه فوتبال رئال مادرید، باشگاه فوتبال بارسلونا، سویا، اتلتیک بیلبائو، والنسیا سی اف و اتلتیکو مادرید از جمله تیم‌های موفق در رقابت‌های اروپایی به‌شمار می‌روند.
رقابت رئال مادرید و بارسلونا به ال کلاسیکو معروف است. رئال مادرید با ۱۵ بار قهرمانی در لیگ قهرمانان اروپا، حداقل یک بار در سایر مسابقات باشگاهی یوفا و ۳۵ بار در لالیگا توسط بسیاری از صاحب نظران به عنوان موفق‌ترین باشگاه در جهان شناخته می‌شود. بارسلونا نیز ۵ بار قهرمان اروپا شده و ۲۶ بار قهرمان لالیگا شده است. تیم‌های دیگری مانند اتلتیکو مادرید، سویا و والنسیا نیز با قهرمانی در لیگ اروپا، با ۹ عنوان قهرمانی از سال ۲۰۰۴ به شهرت رسیدند. رئال مادرید و بارسلونا از محبوب‌ترین باشگاه ورزشی در رسانه‌های اجتماعی در جهان به‌شمار می‌آیند.
تیم ملی مردان اسپانیا موفق‌های بسیاری کسب کرده است و پانزده بار از سال ۱۹۳۴ به مسابقات جام جهانی فوتبال راه یافته است. در جام جهانی فوتبال ۲۰۱۰، اسپانیا در فینال تیم ملی فوتبال هلند را شکست داد و برای اولین بار قهرمان مسابقات شد. آنها در مسابقات قهرمانی اروپا در جام ملت‌های اروپا ۱۹۶۴، ۲۰۰۸، ۲۰۱۲ و ۲۰۲۴ قهرمان و در جام ملت‌های اروپا ۱۹۸۴ نایب قهرمان شدند. اسپانیا در مسابقات المپیک فوتبال سه مدال کسب کرده است. آنها دو مدال نقره در بازی‌های المپیک تابستانی ۲۰۰۰ و بازی‌های المپیک ۲۰۲۰ توکیو به دست آورده‌اند و در بازی‌های المپیک ۱۹۹۲ بارسلون یک مدال طلا کسب کرده‌اند.
فوتبال زنان در اسپانیا پس از محرومیت تا اواخر دهه ۱۹۷۰ شاهد افزایش محبوبیت گسترده‌ای بوده است و افزایشی ۵۵ درصدی از سال ۲۰۱۴ داشته است. تیم ملی زنان اسپانیا در جام جهانی فوتبال زنان ۲۰۲۳ موفق به کسب عنوانی قهرمان شد. لیگ اف یا لیگ برتر فوتبال زنان اسپانیا بالاترین لیگ فوتبال زنان کشور و یکی از لیگ‌های مهم اروپا است. بارسلونا تیم برتر این لیگ است که ۸ بار قهرمان لیگ شده است. تیم زنان بارسلونا همچنین در چهار سال گذشته سه بار قهرمان لیگ قهرمانان اروپا شده است.

### بسکتبال
لیگ برتر بسکتبال حرفه‌ای اسپانیا یا ACB یکی از لیگ‌های بزرگ بسکتبال اروپایی است. تیم‌های اسپانیایی مانند باشگاه بسکتبال رئال مادرید، باشگاه بسکتبال بارسلونا و باشگاه بسکتبال یوونتوت بادالونا موفق به کسب قهرمانی‌های بین‌المللی مانند یورولیگ یا یوروکاپ شده‌اند.

### هندبال
از دهه ۱۹۹۰، تیم ملی هندبال اسپانیا هشت مدال در تورنمنت‌های بین‌المللی شامل سه مدال برنز در المپیک، سه مدال نقره و یک مقام سوم در مسابقات قهرمانی اروپا و دو قهرمانی جهانی (۲۰۰۵ و ۲۰۱۳) کسب کرده است.

## بازی‌های المپیک

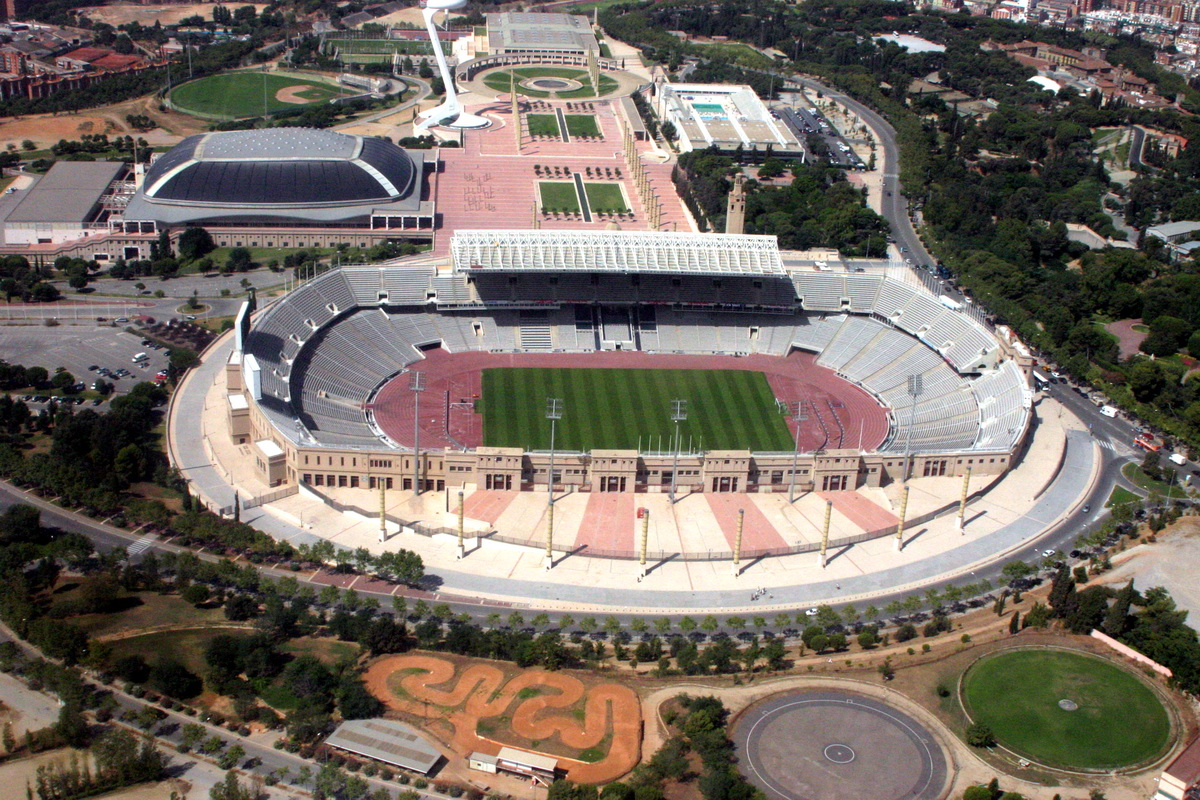
آنلا المپیک در بارسلون، که مکان اصلی بازی‌های المپیک تابستانی ۱۹۹۲ بود.

اسپانیا اولین بار در سال ۱۹۰۰ در بازی‌های المپیک شرکت کرد و از سال ۱۹۲۰ ورزشکارانی را برای شرکت در بازی‌های المپیک تابستانی فرستاده است. اسپانیا همچنین از سال ۱۹۳۶ در تمامی بازی‌های المپیک زمستانی شرکت کرده است. ورزشکاران اعزامی به المپیک توسط کمیته المپیک اسپانیا (COE, Comité Olímpico Español) که در سال ۱۹۲۴ ایجاد شد، سازماندهی می‌شوند.
اسپانیا به دلیل جنگ داخلی از بازی‌های المپیک تابستانی ۱۹۳۶ آلمان نازی خارج شد و همچنین بازی‌های ۱۹۵۶ ملبورن را به دلیل تهاجم اتحاد جماهیر شوروی به مجارستان تحریم کرد. مسابقات سوارکاری در سال ۱۹۵۶ پنج ماه قبل در استکهلم برگزار شد و اسپانیا در آن مسابقات شرکت کرد. اسپانیا همچنین میزبان بازی‌های المپیک تابستانی ۱۹۹۲ در بارسلون بود. این دوره که به‌طور رسمی با نام «بازی‌های المپیاد بیست و پنجم» شناخته می‌شود، از ۲۵ ژوئیه تا ۹ اوت ۱۹۹۲ میلادی در شهر بارسلونا، در کشور اسپانیا و با حضور ۹٬۳۵۶ ورزشکار زن و مرد از ۱۶۹ کشور جهان و در ۳۲ رشته ورزشی برگزار شد.
ورزشکاران اسپانیایی تا سال ۲۰۲۴ در مجموع ۱۹۲ مدال در ۳۳ رشته ورزشی مختلف کسب کرده‌اند و این کشور در حال حاضر در رده مدال‌ها، بیست و پنجمین کشور در مدال‌های المپیک تابستانی قرار دارد و قایق‌رانی به عنوان برترین ورزش مدال‌آور اسپانیا است. پنج مدال از این مدال‌ها در بازی‌های زمستانی به دست آمد.

## لیگ‌های ورزشی
- لا لیگا

## تیم‌های ورزشی ملی
- تیم ملی فوتبال اسپانیا
- تیم ملی فوتبال ساحلی اسپانیا
- تیم ملی فوتسال اسپانیا
- تیم ملی والیبال زنان اسپانیا
- تیم ملی والیبال مردان اسپانیا
- تیم ملی هندبال اسپانیا
- تیم ملی بسکتبال اسپانیا